# Сасыково
Сасыково — деревня в Суксунском районе Пермского края. Входит в Поедугинское сельское поселение.
| 2010 |
| ---- |
| 124  |

## История
Известно с 1677 года.

## Достопримечательности
В окрестности деревни находится водопад Плакун